# سوویتسو
سوویتسو (به ایتالیایی: Sovizzo) یک کومونه در ایتالیا است که در استان ویچنزا واقع شده‌است.

## خصوصیات
سوویتسو ۱۵ کیلومترمربع مساحت و ۷٬۳۸۸ نفر جمعیت دارد و ۴۴ متر بالاتر از سطح دریا واقع شده‌است.